# Вороневе
Воро́неве (до 1960 року — Боронове, раніше — Воронове) — село в Україні, у Коростенській міській територіальній громаді Коростенського району Житомирської області. Чисельність населення становить 166 осіб (2001).

## Населення
Наприкінці 19 століття у поселенні налічувалося 427 жителів, дворів — 79, у 1906 році — 370 мешканців, дворів — 79, у 1923 році — 432 жителі, дворів — 90.
Відповідно до результатів перепису населення СРСР, кількість населення станом на 12 січня 1989 року становила 280 осіб. Станом на 5 грудня 2001 року, відповідно до перепису населення України, кількість мешканців села становила 166 осіб.

### Мова
Розподіл населення за рідною мовою за даними перепису 2001 року:
| Мова       | Кількість | Відсоток |
| ---------- | --------- | -------- |
| українська | 158       | 95.18 %  |
| російська  | 4         | 2.41 %   |
| вірменська | 3         | 1.81 %   |
| білоруська | 1         | 0.60 %   |
| Усього     | 166       | 100 %    |

## Історія
Наприкінці 19 століття — сільце Іскоростської волості Овруцького повіту Волинської губернії, на лівому березі пічки Уж, за 36 верст від Овруча та 8 верст від Іскорості. Належало до православної парафії у Пашинах, за 3 версти. Ґрунти вміщують значну кількість гнейсу та червоного граніту. Через село проходило шосе з Житомира до Овруча.
У 1906 році — сільце Іскоростської волості (2-го стану) Овруцького повіту Волинської губернії. Відстань до повітового центру м. Овруч становила 36 верст, від волосного центру містечка Іскорость — 8 верст. Найближче поштово-телеграфне відділення розміщувалося в Іскорості.
У 1923 році включене до складу новоствореної Немирівської сільської ради, яка 7 березня 1923 року увійшла до складу новоутвореного Коростенського (у 1924—30 роках — Ушомирський) району Коростенської округи. Розміщувалося за 7 верст від районного центру міст. Коростень та за 0,5 версти від центру сільської ради, с. Немирівка. 1 червня 1935 року в складі сільської ради передане до Коростенської міської ради Київської області, 28 лютого 1940 року повернуте до складу відновленого Коростенського району Житомирської області. 2 вересня 1954 року, відповідно до рішення Житомирського облвиконкому № 1087 «Про перечислення населених пунктів в межах районів Житомирської області», село підпорядковане Бехівській сільській раді Коростенського району. 5 серпня 1960 року, відповідно до рішення Житомирського облвиконкому № 790 «Про уточнення назв і перейменування деяких населених пунктів в районах області», уточнено назву села як Вороневе.
12 червня 2020 року, відповідно до розпорядження Кабінету Міністрів України № 711-р «Про визначення адміністративних центрів та затвердження територій територіальних громад Житомирської області», територію та населені пункти Бехівської сільської ради Коростенського району включено до складу Коростенської міської територіальної громади Коростенського району Житомирської області.